# ما بعد السريالية
ما بعد السريالية (بالإسبانية: Postismo) هي حركة هامشية - وليست مجموعة- يُشير اسمها اختصارًا لما بعد السريالية، كما هو مُوضح في البيان الثاني المنشور في لا إستافيتا ليتيراريا، عدد خاص عام 1946، والمُوقع من إدواردو تشيتشارو بريونيس، وكارلوس إدموندو دي أوري، وسيلفانو سيرنيزي. وكان يُقصد بها في البداية المقطع الذي يلزم كافة المُصطلحات ذات الصلة، إلا أن هذه التسمية توؤل إلى توليفة حركات الطليعية السابقة.